# تودورووتسی (استان گابرووو)
تودورووتسی (به بلغاری: Todorovtsi) یک منطقهٔ مسکونی در بلغارستان است که در شهرستان گابروو واقع شده‌است.